# Resultant
En resultant definieras som vektorn {\displaystyle \mathbf {u+v} } bestående av två adderade vektorer {\displaystyle \mathbf {u} } och {\displaystyle \mathbf {v} }.
En resultant kan också vara en rationell funktion av koefficienterna till två algebraiska ekvationer. Den rationella ekvationen är 0 om och endast om ekvationerna har en gemensam rot.

## Användning

Exempel på kraftparallellogram

Resultanter används mycket inom fysik för att finna den resulterande kraften. Krafterna brukar ofta ritas upp i kraftparallellogram där krafterna representeras av vektorer.